# Sinantropía

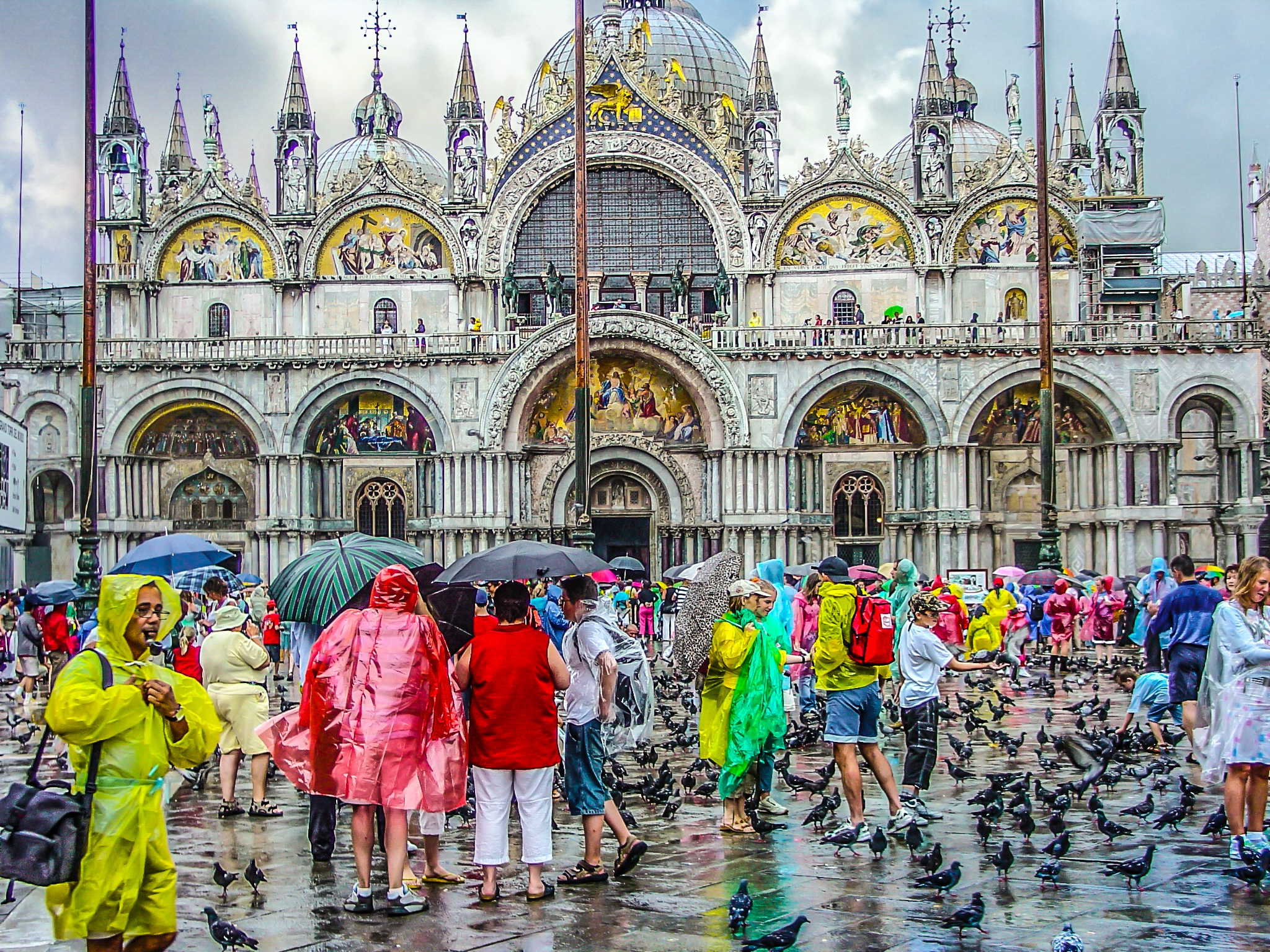
Las palomas se entremezclan con los turistas en Venecia.

El término sinantropía se utiliza en biología  para designar la capacidad de algunas especies de flora y fauna que habitan en ecosistemas urbanos o antropizados, adaptándose a las condiciones ambientales creadas o modificadas como resultado de la actividad humana. Puede aplicarse tanto a insectos, como a mamíferos, reptiles, aves u otros animales o plantas. No se considera sinantropía la asociación entre la especie humana y los animales domésticos como el perro.

## Clasificación
Se clasifican las especies en varias categorías, en relación con su grado de sinantropía:
- Eusinantrópicas. Son aquellas especies que están relacionadas con áreas urbanas en las que existe gran número de viviendas.
- Hemisinantrópicas. Son aquellas especies que viven próximas a áreas rurales o suburbanas en las que existen viviendas dispersas.
- Anisantrópicas. Se designa con este nombre aquellas especies que viven en áreas naturales donde no existen asentamientos humanos.

## Ejemplos
- Moscas. Algunas especies de moscas de la familia Muscidae (moscas domésticas), viven en estrecho contacto con los seres humanos, pues su ciclo vital se desarrolla sobre materiales generados por la actividad humana, como basuras u otros desechos orgánicos.

- El gorrión común (Passer domesticus) es una especie de ave paseriforme de la familia Passeridae  que está adaptada al hábitat urbano y acostumbra a vivir cerca de los humanos.
- Paloma doméstica (Columba livia). Esta especie se ha adaptado al medio urbano, llegando a considerarse una plaga en algunas ciudades.
- Ratas. Rattus rattus y Rattus norvegicus son las dos especies de ratas que acostumbran a vivir cerca de las casas. Mientras la primera prefiere habitar en las partes altas de las viviendas, los graneros y las buhardillas, la segunda prefiere los subsuelos de los edificios, alcantarillas y sótanos.
- Blattodea (cucarachas). Alrededor de 20 especies de las 4500 descritas en este orden, prefieren vivir en las viviendas humanas y sus proximidades.